# Moutiers-au-Perche
Moutiers-au-Perche is een gemeente in het Franse departement Orne (regio Normandië) en telt 506 inwoners (1999). De plaats maakt deel uit van het arrondissement Mortagne-au-Perche.

## Geografie
De oppervlakte van Moutiers-au-Perche bedraagt 33,8 km², de bevolkingsdichtheid is 15,0 inwoners per km².
De onderstaande kaart toont de ligging van Moutiers-au-Perche met de belangrijkste infrastructuur en aangrenzende gemeenten.

## Demografie
Onderstaande figuur toont het verloop van het inwonertal (bron: INSEE-tellingen).